# Geraldo Flach
Geraldo Flach (* 6. August 1945 in Porto Alegre; † 3. Januar 2011 ebenda) war ein brasilianischer Pianist, Komponist und Arrangeur. Er zählt zu den bedeutenden Musikern Südbrasiliens.

## Leben
Geraldo Flach bekam seit dem Alter von fünf Jahren klassischen Klavierunterricht und wurde Schüler von Professor Max Friedrich Oskar Brückner. Seine Karriere begann mit vierzehn Jahren, als er bei Tanzveranstaltungen spielte. In den 1960er Jahren gründete er ein Klaviertrio mit Bass und Schlagzeug und bekam ein eigenes Programm beim Fernsehsender Televisão Piratini.
Er arbeitete mit Musikern wie Nana Caymmi, Ivan Lins, Renato Borghetti, Virgínia Rosa und Yamandu Costa zusammen und wirkte unter anderem bei Aufnahmen von Elis Regina, Emílio Santiago und Taiguara mit. In seinem Werk vermischt sich folkloristische mit urbaner Musik in der Sprache des Jazz.
Als Komponist erschuf er eine Reihe von Musiken für Filme wie Treiler - A Última Tentativa, Barbosa, Ulisses, Insel der Blumen, Disparos, Noite, Um Aceno na Garoa und O Gato.
Geraldo Flach hat eine Reihe von Preisen für seine Musik in und außerhalb Brasiliens erhalten.

## Diskographie (Auswahl)
- Alma, 1981, Independente, LP
- Momento mágico, 1985, Som Livre/RBS, LP
- Piano, 1990, RGE, LP
- Geraldo Flach & Luiz Carlos Borges, 1992, CD
- Tom Brasileiro, 1993, Velas, CD
- Interiores, 1995, CD
- Atitude, 1998, RGE/RBS, CD
- Piano azul, 2001, CD
- Vivências, mit Victor Hugo, 2010, CD
- Virgínia Rosa & Geraldo Flach: Voz & Piano, 2010, CD